# 森岡信年
森岡 信年（もりおか のぶとし）は、江戸時代前期の弘前藩士。

## 生涯
文禄3年（1594年）、津軽氏の重臣森岡信元の嫡男として誕生。慶長5年（1600年）、父・信元が久渡寺（現弘前市郊外）で殺害されると、その死を病死として届け、母と共に小沢の館より追小野木に移住した。慶長14年（1611年）に城下の馬屋町に移住し、元和7年（1621年）300石を与えられた。後に500石に加増となり、寛永17年（1640年）には家老となった。同17年には700石となり、慶安4年（1651年）、死去した。